# Pay-easy
Pay-easy（ペイジー）は、インターネットバンキングや現金自動預け払い機（ATM）などの手段を用いて電子的に支払いを行うスキームのことである。Pay-easyは日本マルチペイメントネットワーク運営機構が運営する決済サービスである。国内のほとんどの預金取扱金融機関が加盟しているが、ネット銀行の一部は対応していない。
当初、公共料金などの決済を想定して作られており、税金、電話料金、保険などの決済が可能である。

## 運用
Pay-easyは富士銀行（現：みずほ銀行）が設立した日本マルチペイメントネットワーク運営機構が運営する、マルチペイメントネットワークにより実現されている決済サービスである。現在、国内のほとんどの預金取扱金融機関（銀行、信用金庫、信用組合、労働金庫、農業協同組合、漁業協同組合、ゆうちょ銀行）が加盟しているが、ネット銀行の一部は対応していない。
もともと、収納機関から金融機関への収納委託契約に基づく、窓口収納の対象となっていた公共料金等への適用を想定して作った決済スキームであり、日本国政府や地方公共団体への税金・手数料納付、電話会社等の請求書払い（NTTグループは、NTTファイナンス扱いとなる。NTTドコモへの決済となっているものは、現在はドコモ口座へのチャージに関するもの）、クレジットカード弁済金の返済、生命保険、損害保険等の保険料納付等で利用できる。
これの応用として、黎明期より富士銀行と航空券の運賃決済サービス面で関わりがあった、全日空が国内線航空券のチケットレス支払手段として導入していた他、最近では通信販売・JRハイウェイバス運賃・学費・公営競技の電話投票など、従来型の銀行振込が利用されていた分野へも活用が進んでいる。ソフトバンクモバイル（現・ソフトバンク）のプリペイド式携帯電話であるプリモバイル（現在は、Pay-easyでのチャージは終了）や、プリペイド型電子マネーであるWebMoneyやBitCashのチャージ手段の一つとして、Pay-easyを介したATMによる入金で、プリペイド番号がATMの明細票（レシート）のメッセージ欄に印字され、明細票がプリペイドカードの代替として利用できる手段も導入されている。

## 納付に必要な情報
下記の数字が納付する際に必要。
| 名称                                            | 桁数     | e-Taxの場合                                                                             |
| ----------------------------------------------- | -------- | --------------------------------------------------------------------------------------- |
| 収納機関番号                                    | 5桁      | 00200                                                                                   |
| お客様番号 （納付番号）                         | 20桁以下 | 利用者識別番号                                                                          |
| 確認番号                                        | 6桁以下  | 納税用確認番号 （自分で設定する）                                                       |
| 納付区分 （地方公共団体および一部の官公庁のみ） | 16桁以下 | 納付目的コード （税目番号・申告区分コード・元号コード・課税期間を組み合わせて作成する） |

## 特徴
振込との主な相違点としては以下のような点が挙げられる。
- 振込では、振込相手先の金融機関名・支店名・口座種別・口座番号・名義人の全てを知らないと入金・決済できないが、Pay-easyでは、請求書等により通知される収納機関番号・お客様番号（納付番号）・確認番号を入力することにより、支払金額などの情報が自動表示され、支払い操作を行う。
- Pay-easyは即時決済である（振込人の口座からはリアルタイムで金額が引かれるが、収納側に実際に振込まれるのには数日かかる）。振込の場合、かつては平日の15時以降や休日に行うと翌営業日扱いだったが、モアタイム対応の場合は即時決済である。
- Pay-easyで振込手続を行うと、収納側に「収納情報通知」をもらうことができるので、振込まれたかどうかを確認しに行く必要はない。
- Pay-easyでは原則振込手数料は掛からない（収納機関によっては取り扱い手数料が上乗せされている事例もある）。三井住友銀行では、手数料が発生する場合は220円(税込み)である[6]。
- 領収書は原則発行されない。ATM利用明細票は、領収書に代えることは原則できない。ただし、ATM利用明細票は、税金申告などの場合に支払いを証明する書面として利用可能[7]。また、収納機関により、別途発行する場合もある（自動車重量税など「自動車検査登録制度時」に、領収書の添付が必要なケースもあるため、便宜を図るための措置）。

## 経緯
サービス開始当初、Pay-easy利用可能なATMは、富士銀行の東京都内のごく一部の店舗、東京都内以外では大阪府の梅田支店（現：みずほ銀行梅田支店）、愛知県の名古屋支店（現：みずほ銀行名古屋中央支店）の2店舗にしかなかったが、富士サイバーバンク（当時の富士銀行のインターネットバンキング、現在のみずほダイレクト）でもPay-easyの取引が利用できたため、富士サイバーバンクさえ契約していれば、日本全国どこからでもインターネットを介して取引可能であった。
その後、Pay-easy取引可能なATMは、他の富士銀行店舗にも順次拡大していき、更に（旧）みずほ銀行に再編された1年後（2003年）からは旧：第一勧業銀行・旧：日本興業銀行の店舗のATMにも導入され、これにより（旧）みずほ銀行の国内店舗（無人店舗も含む）の全ての通帳取引可能なATMで利用が可能となり、同時にみずほモバイルバンキング（携帯電話）でも利用できるようになった。また、この頃から他の金融機関でも次々に導入されていき、現在ではゆうちょ銀行を含めたほとんどの金融機関で利用可能になったが、インターネットバンキングでしか利用できない金融機関が大多数である。また取扱い可能な収納機関は、金融機関によって異なるため、必ずしもすべての収納機関の取り扱いができるわけではない。さらに都道府県や市町村の場合は、当該地方公共団体の収納代理金融機関に指定する必要が生じる関係などもあり、Pay-easy決済ができる金融機関を絞っているケースもある。

## Pay-easy口座振替受付サービス
2004年頃より、店頭で入会申し込みをしたクレジットカード（アメリカン・エキスプレス、クレディセゾン、エポスカード、OMCカードなど）や、生命保険・損害保険の保険料などの口座振替手続を、クレジットカード決済端末機を改良した（INFOX）端末に、J-デビットと同じ手順（引落口座となる個人用普通預金のキャッシュカードを通し、その暗証番号を入力する）を踏むことで、Pay-easyのシステムを介して口座振替が即時承認され、申込書への口座届出印章の捺印をせず、口座振替の手続が完了するスキームが開始されている（NTTデータがCAFISの応用により開発）。
FOMA回線のパケット通信を用いた携帯用端末も存在し、保険加入用途では、加入者の自宅などへ出向いた営業担当者が、その場で手続を行うことが可能となっている。